# Canalazzo Terrieri
Il Canalazzo Terrieri è un canale artificiale della Bassa parmense, affluente di sinistra dell'Enza. 
Il corso d'acqua drena terreni della pianura tra il torrente Parma e il torrente Enza a nord e a est della città di Parma. Il canale fa parte dei corsi d'acqua segnalati come meritevoli di tutela dalla regione Emilia-Romagna.

## Corso
Inizia il suo corso nelle campagne a nord di Parma al ponte di Rosto (sulla SP 72 Parma-Mezzani) come prosecuzione del  cavo Burla poco dopo che questo ha ricevuto le acque del cavo Rivarolo al confine tra i comuni di Parma e Torrile. Prosegue il suo corso in direzione nord-est, per un breve tratto separa i comuni di Mezzani e Sorbolo. Entra nel territorio di Sorbolo, poco dopo il canale è affiancato dalla Naviglia, nei pressi di Coenzo se ne distacca per un breve tratto per poi riceverne le acque. A fianco della chiesa del paese attraversa una chiavica antirigurgito per poi sfociare nel torrente Enza dopo poche centinaia di metri. 
Il Terrieri è protetto da argini per tutta la sua lunghezza. Nel tratto in cui è affiancato dalla Naviglia i due canali condividono gli argini e una lunga striscia di terreno golenale li separa fino alla confluenza. Il tratto terminale di questo territorio intermedio nei pressi di Coenzo è stato negli ultimi anni oggetto di diverse esondazioni. La recente espansione delle aree produttive a nord di Parma ha impermeabilizzato i territori circostanti, in caso di piogge intense le acque non più assorbite dal terreno defluiscono rapidamente nei canali creando problemi lungo il corso del Burla (corso d'acqua  a monte del Terrieri) e nell'area golenale tra Terrieri e Naviglia. Per ovviare al problema nel 2016 è stata realizzata la cassa di espansione del Burla nei pressi di Ravadese. Per proteggere le abitazioni ubicate nella golena tra il Terrieri e la Naviglia a Coenzo è invece in progetto la realizzazione di un arginello consortile.